# Mollina (kommunhuvudort)
Mollina är en kommunhuvudort i Spanien.   Den ligger i provinsen Provincia de Málaga och regionen Andalusien, i den södra delen av landet, 400 km söder om huvudstaden Madrid. Mollina ligger 475 meter över havet och antalet invånare är 4 082.
Terrängen runt Mollina är platt österut, men västerut är den kuperad. Runt Mollina är det ganska glesbefolkat, med 50 invånare per kvadratkilometer. Närmaste större samhälle är Antequera, 14,5 km sydost om Mollina. Trakten runt Mollina består till största delen av jordbruksmark.